# Zgrabljići
Zgrabljići – wieś w Chorwacji, w żupanii istryjskiej, w gminie Sveti Lovreč. W 2011 roku liczyła 32 mieszkańców.